# قلعه کائد ملک
 قلعه کائد ملک نام روستایی از توابع  بخش گله‌دار در شهرستان مهر در جنوب استان فارس در جنوب ایران واقع شده‌است.

## منبع
- بخشایش، محمد نور ، (دیوان محیا) ، ناشر: شرکت انتشارات جهان معاصر، تهران: چاپ اول، ۱۳۷۳ خورشیدی.